# Liste der Kulturdenkmale in Rauhenthal (Meißen)
In der Liste der Kulturdenkmale in Rauhenthal sind die Kulturdenkmale des südwestlich der Altstadt am linken Ufer der Elbe gelegenen Stadtteils Rauenthal (auch Rauhenthal) der Stadt Meißen verzeichnet, die bis März 2021 vom Landesamt für Denkmalpflege Sachsen erfasst wurden (ohne archäologische Kulturdenkmale). Die Anmerkungen sind zu beachten.
Diese Aufzählung ist eine Teilmenge der Liste der Kulturdenkmale in Meißen.

## Liste der Kulturdenkmale in Rauhenthal
| Bild | Bezeichnung | Lage                       | Datierung           | Beschreibung | ID       |
| ---- | --- | -------------------------- | ------------------- | --- | -------- |
|      | Gaststätte Schweizerhaus: Gaststättengebäude (zwei Hausteile) mit rückwärtigem hölzernem Anbau, Terrasse und Teilen der Einfriedung | Rauhentalstraße 1 (Karte)  | Um 1870             | Charakteristischer Bau mit Zierfachwerk und weiten Giebelüberständen im Schweizerhausstil, gründerzeitliches massives Wohnhaus mit gut gegliederter Putzfassade, bau- und ortsgeschichtlich bedeutend | 09265901 |
|      | Villa mit Einfriedung | Rauhentalstraße 10 (Karte) | Bezeichnet mit 1904 | Markanter historistischer Bau mit übergiebeltem Risalit, Eckturm und hölzerner, zweigeschossiger Schmuckveranda, zeigt Formen von Neogotik und deutscher Neurenaissance („Altdeutscher Stil“), auch Jugendstilanklänge, städtebaulich, baugeschichtlich und künstlerisch bedeutend. Architekt Adalbert Erlebach. | 09265902 |
|      | Wohnhaus | Rauhentalstraße 15 (Karte) | Bezeichnet mit 1744 | Sozial- und baugeschichtlich von Bedeutung, ländlicher Fachwerkbau | 09265920 |
|      | Mietvilla mit Stützmauer sowie zwei Torpfeiler                                                                                      | Rauhentalstraße 24 (Karte) | Um 1900             | Städtebaulich und baugeschichtlich von Bedeutung, ein Gründerzeitbau mit Anklängen an den Schweizerhausstil | 09265909 |
|      | Mietshaus in offener Bebauung | Rauhentalstraße 27 (Karte) | 1880er Jahre        | Städtebaulich und baugeschichtlich von Bedeutung, ein Gründerzeithaus im Stil der Neurenaissance, straßenbildprägender Giebel | 09265917 |
|      | Mietshaus in offener Bebauung | Rauhentalstraße 29 (Karte) | 1890er Jahre        | Städtebaulich und baugeschichtlich von Bedeutung, ein Gründerzeithaus (Klinkerfassade) im Stil der Neurenaissance, straßenbildprägende Giebel | 09265916 |
|      | Mietshaus in halboffener Bebauung, mit seitlichem Torbogen                                                                          | Rauhentalstraße 30 (Karte) | Um 1915             | Städtebaulich und baugeschichtlich von Bedeutung, ein Bau im Reformstil der Zeit um 1910 | 09265912 |
|      | Ehemaliges Weinbauernhaus und separater Weinbergkeller                                                                              | Rauhentalstraße 50 (Karte) | Bezeichnet mit 1820 | Regionalgeschichtlich und baugeschichtlich von Bedeutung, ein Fachwerkbau | 09265914 |
|      | Einstiges Vettersches Weingut mit Hauptgebäude und zwei Seitengebäuden, Weinkeller und Stützmauer zur Straße                        | Rauhentalstraße 58 (Karte) | 17. Jahrhundert     | Regionalgeschichtlich und baugeschichtlich von Bedeutung, eines der ältesten Weingüter auf den Hängen nahe dem Triebischtal, altertümliche Fachwerkkonstruktion mit Andreaskreuzen und K-Streben | 09265915 |

## Tabellenlegende
- Bild: Bild des Kulturdenkmals, ggf. zusätzlich mit einem Link zu weiteren Fotos des Kulturdenkmals im Medienarchiv Wikimedia Commons. Wenn man auf das Kamerasymbol klickt, können Fotos zu Kulturdenkmalen aus dieser Liste hochgeladen werden:
- Bezeichnung: Denkmalgeschützte Objekte und ggf. Bauwerksname des Kulturdenkmals
- Lage: Straßenname und Hausnummer oder Flurstücknummer des Kulturdenkmals. Die Grundsortierung der Liste erfolgt nach dieser Adresse. Der Link (Karte) führt zu verschiedenen Kartendiensten mit der Position des Kulturdenkmals. Fehlt dieser Link, wurden die Koordinaten noch nicht eingetragen. Sind diese bekannt, können sie über ein Tool mit einer Kartenansicht einfach nachgetragen werden. In dieser Kartenansicht sind Kulturdenkmale ohne Koordinaten mit einem roten bzw. orangen Marker dargestellt und können durch Verschieben auf die richtige Position in der Karte mit Koordinaten versehen werden. Kulturdenkmale ohne Bild sind an einem blauen bzw. roten Marker erkennbar.
- Datierung: Baubeginn, Fertigstellung, Datum der Erstnennung oder grobe zeitliche Einordnung entsprechend des Eintrags in der sächsischen Denkmaldatenbank
- Beschreibung: Kurzcharakteristik des Kulturdenkmals entsprechend des Eintrags in der sächsischen Denkmaldatenbank, ggf. ergänzt durch die dort nur selten veröffentlichten Erfassungstexte oder zusätzliche Informationen
- ID: Vom Landesamt für Denkmalpflege Sachsen vergebene, das Kulturdenkmal eindeutig identifizierende Objekt-Nummer. Der Link führt zum PDF-Denkmaldokument des Landesamtes für Denkmalpflege Sachsen. Bei ehemaligen Kulturdenkmalen können die Objektnummern unbekannt sein und deshalb fehlen bzw. die Links von aus der Datenbank entfernten Objektnummern ins Leere führen. Ein ggf. vorhandenes Icon  führt zu den Angaben des Kulturdenkmals bei Wikidata.